# Lukaner

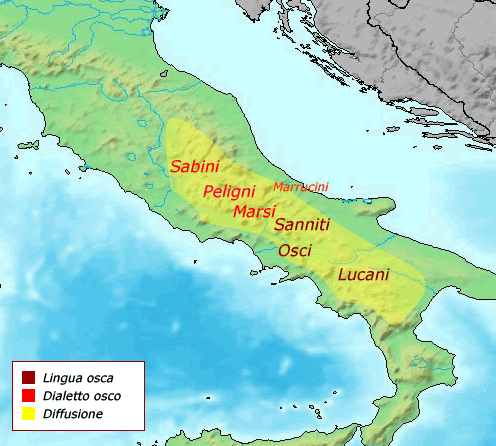
Die oskische Sprache im 5. Jahrhundert v. Chr.

Die Lukaner (manchmal auch Lukanier genannt) waren ein antikes italisches Volk mit oskischer Sprache in Süditalien, das von den Samniten abstammte. Sie wanderten um die Mitte des 5. Jahrhunderts v. Chr. in die in der Folge nach ihnen benannte Region Lukanien ein und trugen Konflikte mit süditalienischen Griechenstädten wie Thurioi aus. Seit etwa 330 v. Chr. gab es erste Kontakte zwischen den Lukanern und dem aufstrebenden Römischen Reich, unter dessen Kontrolle sie allmählich gerieten. In den 280er und 270er Jahren v. Chr. unterstützen sie König Pyrrhos von Epirus gegen die Römer. Ebenso trat ein halbes Jahrhundert später ein bedeutender Teil der Lukaner auf die Seite Hannibals, als dieser die Römer im Zweiten Punischen Krieg bekämpfte. Nach dem Sieg der Römer in diesem militärischen Konflikt gründeten sie Kolonien in Lukanien und trieben die Romanisierung der Bewohner dieses Gebiets voran. Im Bundesgenossenkrieg trugen die Lukaner erneut Kämpfe gegen die Römer aus. Schließlich wurden sie völlig romanisiert.

## Geschichte

### Vorrömische Zeit
Um die Mitte des 5. Jahrhunderts v. Chr. wanderten die Lukaner, angeblich unter der Führung ihres mythischen Königs Lamiskos, in das bisher von den Oinotriern bewohnte Gebiet zwischen den Flüssen Sele, Bradano, Lao und Crati ein und siedelten sich hier an. Das Land wurde nach ihnen Lukanien genannt und entspricht in etwa der heutigen Basilikata. In vorrömischer Zeit besaßen sie eine demokratische Verfassung und wählten nur in Kriegszeiten einen König. Sie galten als kriegerisch, standen aber bald unter dem kulturellen Einfluss benachbarter Griechenstädte. Bekannt waren sie für ihre Gastlichkeit und Sittenstrenge. Laut einem kurzen ethnographischen Exkurs, in dem der antike Historiker Marcus Iunianus Iustinus die Sitten des Volkes darstellt, übten die Lukaner eine strenge Erziehung ihrer Kinder aus. Das von ihnen bewohnte Land eignete sich für Rinder- und Schweinezucht, war waldreich und fruchtbar, sodass u. a. Weinbau getrieben wurde.

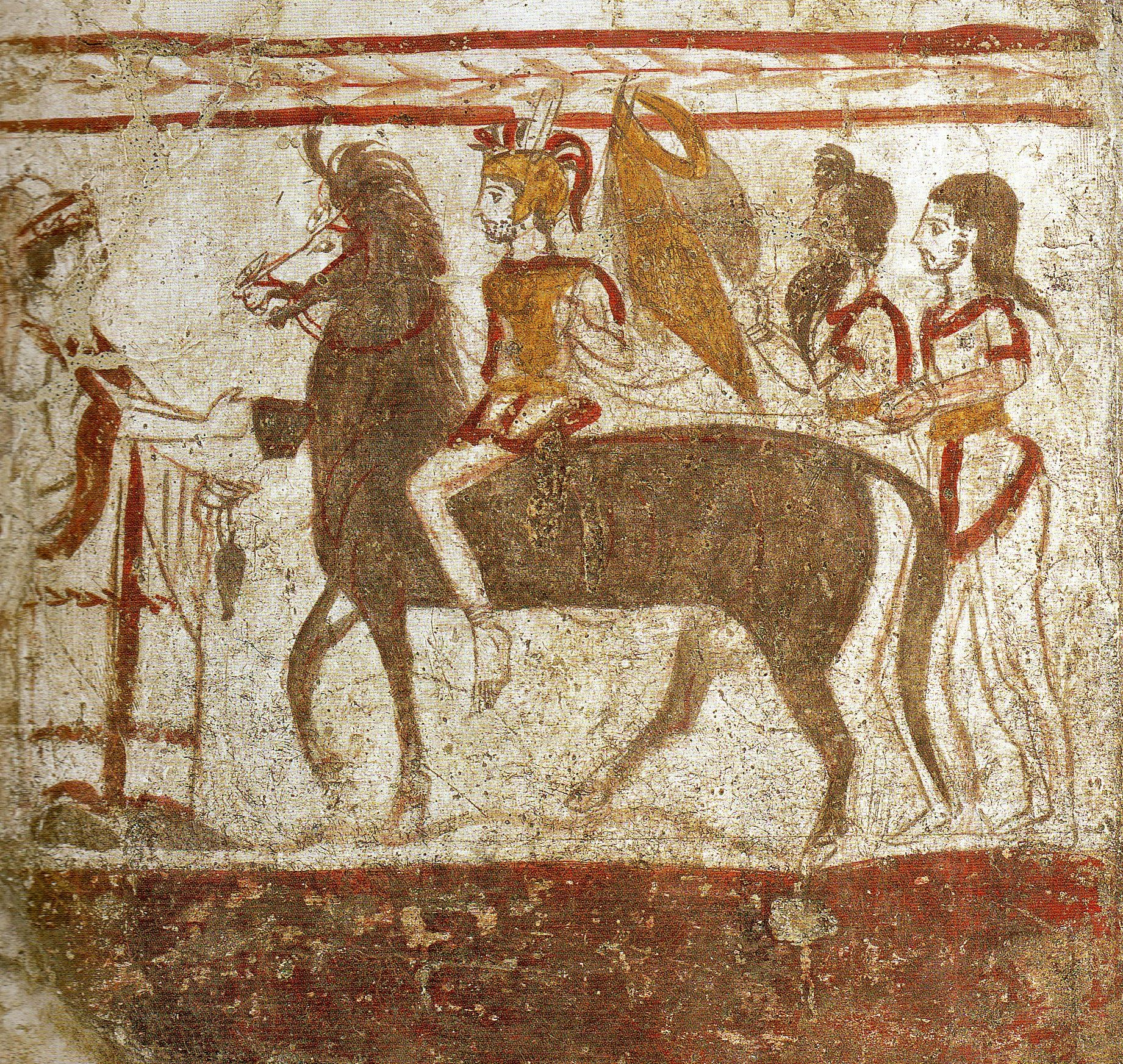
Ein berittener lukanischer Krieger, Fresko aus einem Grabmal in Paestum, Italien, um 360 v. Chr.

Bald nach ihrer Einwanderung in Lukanien stießen die Lukaner um 440 v. Chr. gegen Thurioi vor, woraufhin die bedrohte Stadt Kleandridas, den Vater des Gylippos, um Unterstützung ersuchte. Weniger bedeutende Griechenstädte an der Küste des Tyrrhenischen Meers wie Poseidonia, Pyxos und Laos brachten die Lukaner vor 400 v. Chr. unter ihre Kontrolle. Zur Stärkung ihrer Position gingen nun die Städte Sybaris am Traeis, Kroton, Kaulonia und Metapont eine Defensivallianz gegen die Lukaner ein. Der Tyrann Dionysios I. von Syrakus verbündete sich aber mit den Lukanern; und in seinem Auftrag kämpfte sein Halbbruder Leptines gemeinsam mit ihnen 390 v. Chr. bei Laos siegreich gegen ein von Thurioi entsandtes Heer. Damals verfügten die Lukaner über ein für Kriege mobilisierbares militärisches Aufgebot von etwa 30.000 Infanteristen und 4000 Reiter. Auf Vermittlung des Leptines schlossen sie Frieden mit den Thuriern und traten fortan als Gegner des Dionysios I. auf. 366 v. Chr. erlitten sie eine Niederlage gegen den Tyrannen Dionysios II. von Syrakus und mussten um 357 v. Chr. den Abfall der Bruttier akzeptieren.

### Erste Beziehungen und Konflikte mit den Römern
In den 340er Jahren v. Chr. gerieten die Lukaner in Konflikt mit den Einwohnern Tarents. Diese erhielten militärische Unterstützung durch den Spartanerkönig Archidamos III., der daraufhin als Tarents Bundesgenosse ab etwa 342 v. Chr. gegen Lukaner und Messapier kämpfte. 338 v. Chr. fiel Archidamos III. in der Schlacht bei Manduria. Die Tarentiner suchten nun Schutz gegen die Lukaner, Messapier und Bruttier bei einem weiteren griechischen Monarchen, König Alexander I. von Epirus. Dieser sagte zu und unternahm um 333 v. Chr. einen Feldzug nach Italien. Nach seinem Bruch mit Tarent wurde er im Winter 331/330 v. Chr. bei Pandosia von Lukanern und Bruttiern attackiert und von einem zu seiner Leibgarde gehörigen verbannten Lukaner getötet. 323 v. Chr. sollen Lukaner und Bruttier zu jenen italischen Völkern gezählt haben, die eine Gesandtschaft zu Alexander dem Großen nach Babylon schickten.
Um 330 v. Chr. nahmen die Lukaner erstmals Kontakte zu den Römern auf und ersuchten sie um den Abschluss eines Bündnisses. Diese Bitte wurde ihnen 326 v. Chr. gewährt. 317 v. Chr. bestand diese Allianz jedoch nicht mehr; und der römische Konsul Gaius Iunius Bubulcus Brutus eroberte in diesem Jahr Forentium (heute Forenza) in Apulien nahe der Grenze zu Lukanien und sein Amtskollege Quintus Aemilius Barbula die lukanische Stadt Nerulum. 303 v. Chr. lagen die Lukaner erneut im Krieg mit Tarent, das wiederum einen griechischen Hochadligen, den spartanischen Königssohn Kleonymos, als Bündnispartner gewinnen konnte. Kleonymos unterstützte die Tarentiner also militärisch und zwang die Lukaner zum Friedensschluss und zu einem Einfall in das Gebiet von Metapont. Der Konsul Lucius Cornelius Scipio Barbatus unterwarf die Lukaner fünf Jahre später, 298 v. Chr., zeitweilig der römischen Herrschaft. Eine Kohorte der Lukaner diente 294 v. Chr. in der römischen Armee unter dem Kommando des Konsuls Marcus Atilius Regulus.
Im Krieg, den Rom gegen den Molosser-König Pyrrhos ausfocht, ergriffen die Lukaner zusammen mit den Samniten und Bruttiern Partei für den Letzteren. Am Beginn dieses Kriegs sandten die Römer 285/284 v. Chr. eine Armee, welche die Lukaner im Interesse von Thurioi bekämpfen sollte. Als die Lukaner 282 v. Chr. unter der Führung von Sthenius Stallius Thurioi belagerten,  kam der Konsul Gaius Fabricius Luscinus den Einwohnern der bedrohten Stadt zu Hilfe, schlug die Lukaner und legte eine römische Besatzung in die Stadt. Der Konsul Publius Valerius Laevinus verwüstete und besetzte 280 v. Chr. das Territorium der Lukaner, damit sie Tarent keine Hilfe leisten konnten. Während der Schlacht bei Asculum (279 v. Chr.) kämpfte eine Kontingent von Lukanern auf Seite des Pyrrhos, der dafür nach seinem schwer errungenen Sieg von den Römern für den Abschluss eines Friedens u. a. die Einwilligung verlangte, dass die alte Verfassung der Lukaner in Kraft bleiben durfte. In jedem Jahr des Zeitraum von 278–275 v. Chr. sowie von 273–272 v. Chr. konnten damalige römische Konsuln nach erfolgreichen Kämpfen in Süditalien Triumphe über die Lukaner feiern. Die Römer schlugen Pyrrhos 275 v. Chr. entscheidend in der Schlacht bei Benevent, richteten 273 v. Chr. in Paestum eine Kolonie latinischen Rechts ein und zwangen den Lukanern 272 v. Chr. für die nächsten Jahrzehnte ihre Hegemonie auf. Seit dem 1. Jahrhundert v. Chr. waren die Lukaner endgültig romanisiert.

### Rolle im Zweiten Punischen Krieg; Romanisierung des Volks
Nach Hannibals großem Sieg in der Schlacht bei Cannae (216 v. Chr.) über die Römer brachte er bis 215 v. Chr. bedeutende Teile Süditaliens unter seine Kontrolle und erschütterte die Romtreue der dortigen Bewohner. Neben anderen Völkern ging auch ein Teil der Lukaner zum punischen Feldherrn über. Der römische Prokonsul Tiberius Sempronius Gracchus konnte aber noch 214 v. Chr. eine Kohorte romtreu gebliebener Lukaner ausheben. Flavus, der Anführer der bislang loyal zu Rom stehenden Lukaner, einigte sich 212 v. Chr. – nach der Eroberung Tarents durch Hannibal – mit dem karthagischen Oberbefehlshaber in Bruttium, Mago dem Samniten, den Prokonsul in einen Hinterhalt zu locken. Das Stellen dieser Falle war erfolgreich; Gracchus fiel im Kampf gegen eine karthagische Armee wohl bei den Campi Veteres („Alte Felder“) in Lukanien. Flavus erreicht von Mago vertraglich die Zusage, dass die Lukaner autonom sein sollten. Die Römer eroberten jedoch Lukanien in den folgenden Jahren allmählich zurück. Hannibal musste sich 207 v. Chr. nach Bruttium zurückziehen und konnte schließlich in Italien nur noch Kroton bis 203 v. Chr. behaupten. Bereits 206 v. Chr. sollen alle bisher feindlichen Lukaner – zumindest jene, die sich im eigenen Land befanden – wieder die römische Oberherrschaft anerkannt haben. 202 v. Chr. konnten die Römer den Zweiten Punischen Krieg siegreich beenden.
Nun wurde die Romanisierungspolitik in Lukanien fortgesetzt; und es kam zu Zwangsenteignungen. 194 v. Chr. erfolgte die Gründung einer römischen Bürgerkolonie in der lukanischen Stadt Buxentum. Thurioi, das sich 212 v. Chr. nur widerstrebend auf die Seite Hannibals gestellt hatte, wurde 193 v. Chr. unter dem Namen Copia als Kolonie latinischen Rechts neu besiedelt. Wahrscheinlich erbaute der Konsul Publius Popillius Laenas 132 v. Chr. die von Capua durch Lukanien nach Rhegion (heute Reggio Calabria) führende Via Popilia und legte an ihr Forum Popilii an.
Am Bundesgenossenkrieg (91–88 v. Chr.) nahmen die Lukaner von Anfang auf Seite der Feinde der Römer teil. Der römische Konsular Publius Licinius Crassus erstürmte 90 v. Chr. Grumentum, wurde aber vom lukanischen Feldherrn Marcus Lamponius besiegt. Daraufhin eroberten die Lukaner Grumentum zurück. Auch nach dem Ende des Kriegs und der Beruhigung der meisten Italiker durch die Lex Plautia Papiria setzten die Lukaner und Bruttier unter ihren Führern Marcus Lamponius, Pontius Telesinus und Titus Cleppius die Kämpfe in Süditalien fort und ergriffen im römischen Bürgerkrieg zwischen Sulla und Gaius Marius für den Letzteren Partei. Als Sulla ihre Bemühungen, den in Praeneste belagerten jüngeren Marius zu entsetzen, unterband, marschierten sie gegen Rom. Sulla setzte ihnen aber nach und besiegte sie in der Schlacht an der Porta Collina (1. November 82 v. Chr.) entscheidend; zahlreiche gefangene Samniten, Lukaner und Bruttier wurden niedergehauen. Danach wurden die Lukaner der Tribus Pomptina zugeteilt; seit der Regierungszeit des Kaisers Augustus gehörten sie zur dritten Region Italiens.